# Chancellor of the Duchy of Lancaster
Chancellor of the Duchy of Lancaster (deutsch Kanzler des Herzogtums Lancaster) ist ein britisches Regierungsamt. Er ist der formell Verantwortliche für das Herzogtum; die Leitung wird aber durch ein Gremium, das Council, übernommen. Die tatsächlichen Amtsbürden des Kanzlers sind seit Jahrzehnten so gering, dass der Inhaber dieses Postens praktisch ein frei verfügbarer Minister ohne Geschäftsbereich ist.
Inhaber des Amtes war ab 25. Oktober 2022 Oliver Dowden. Seit 5. Juli 2024 ist Pat McFadden sein Nachfolger. Zu den ihm als Minister ohne Geschäftsbereich zugewiesenen Aufgaben zählen unter anderem die Aufsicht über das Kabinettsbüro sowie die Überwachung der Auswirkungen des Brexits auf die Devolution im Vereinigten Königreich.
Das Amt wurde des Öfteren an junge Kabinettsmitglieder vergeben, die mit Zuständigkeiten in einem speziellen Bereich der Politik betraut sind, für den kein institutionalisiertes Ministeramt besteht. Es wurde auch altgedienten Politikern als eine ihre politische Karriere beschließende Sinekure übertragen, als behaglicher Ausklang ihrer politischen Laufbahn. Mitunter diente das Amt in der Vergangenheit jedoch auch als politisches Abstellgleis für gestürzte Größen der politischen Bühne. Dies war bei Winston Churchill der Fall, der 1915 während des Ersten Weltkrieges, nach dem Scheitern der von ihm angestoßenen Gallipoli-Expedition, für das man ihn in der Öffentlichkeit verantwortlich machte, vom Amt des Marineministers als einem der Kernämter der britischen Regierung zurücktreten musste, um dann auf den – in seinem Einfluss auf das Kriegsgeschehen bedeutungslosen – Posten des Kanzlers des Herzogtums Lancaster abgeschoben zu werden.
In der jüngeren Vergangenheit wurde die Amtsinhaberschaft mit dem Dienst als Minister für das Kabinettsbüro verbunden, so zum Beispiel im Falle von Alan Milburn, der den Titel des Kanzlers des Herzogtums Lancaster 2004 erhalten hatte und gleichzeitig dem Kabinett wieder beitrat. Dies ermöglichte es ihm, über einen Sitz im Kabinett zu verfügen, ohne einen zeitaufwendigen Regierungsposten übernehmen zu müssen, so dass er sich bei voller Regierungsnähe seinen Aufgaben als Wahlkampfleiter bei den Unterhauswahlen im Jahre 2005 widmen konnte.

## Liste der Kanzler des Herzogtums Lancaster
| von                | bis                     | Name                                                                 | Bemerkung                                                                                       |
| ------------------ | ----------------------- | -------------------------------------------------------------------- | ----------------------------------------------------------------------------------------------- |
| 6. Oktober 1399    | 25. November 1402       | William Burgoyne                                                     | Als Datum des Amtsbeginnes wurde hier der Tag an dem die Gebühren entrichtet wurden angenommen. |
| 25. November 1402  | 3. März 1405            | John Wakering                                                        | Als Datum des Amtsbeginnes wurde hier der Tag an dem die Gebühren entrichtet wurden angenommen. |
| 3. März 1405       | 11. März 1410           | Thomas Stanley                                                       | Er starb während der Amtszeit.                                                                  |
| 30. März 1410      | 4. April 1413           | John Springthorpe                                                    |                                                                                                 |
| 4. April 1413      | 27. Januar 1431         | John Wodehouse                                                       | Er starb während der Amtszeit.                                                                  |
| 16. Februar 1431   | 2. Februar 1449         | Walter Shiryngton                                                    | Er starb während der Amtszeit.                                                                  |
| 2. Februar 1449    | 23. September 1450      | William Tresham                                                      | Er starb während der Amtszeit.                                                                  |
| 23. September 1450 | 10. Juni 1471           | John Say                                                             | Er wurde 1465 zum Ritter ernannt.                                                               |
| 10. Juni 1471      | 3. November 1477        | Richard Fowler                                                       | Er war von 1469 bis 1471 Schatzkanzler.                                                         |
| 3. November 1477   | 1478                    | John Say                                                             | Er starb während der Amtszeit.                                                                  |
| 22. April 1478     | 7. Juli 1483            | Thomas Thwaites                                                      | Er von 1471 bis 1483 Schatzkanzler.                                                             |
| 7. Juli 1483       | 13. September 1485      | Thomas Metcalfe                                                      |                                                                                                 |
| 13. September 1485 | 5. August 1503          | Reginald Bray                                                        | Er starb während der Amtszeit.                                                                  |
| 24. Juni 1504      | Oktober/November 1504   | John Mordaunt                                                        | Er starb während der Amtszeit.                                                                  |
| 3. Oktober 1505    | nach dem 22. April 1509 | Richard Empson                                                       | Er wurde entlassen.                                                                             |
| 14. Mai 1509       | 6. April 1523           | Henry Marney                                                         | Er wurde 1523 kurz vor seinem Tod zum Baron Marny ernannt.                                      |
| 6. April 1523      | 22. Juli 1525           | Richard Wingfield                                                    | Er starb während der Amtszeit.                                                                  |
| 30. September 1525 | 3. November 1529        | Thomas Morus                                                         |                                                                                                 |
| 3. November 1529   | 15. Oktober 1542        | William Fitzwilliam                                                  | Er wurde 1537 zum Earl of Southampton ernannt. Er starb während der Amtszeit.                   |
| Oktober 1542       | 1. Juli 1547            | John Gage                                                            |                                                                                                 |
| 1. Juli 1547       | 7. Juli 1552            | William Paget                                                        | Seit 1549 Baron Paget                                                                           |
| 7. Juli 1552       | 1553                    | John Gates                                                           |                                                                                                 |
| 1553               | 28. November 1557       | Robert Rochester                                                     | Er starb während der Amtszeit.                                                                  |
| 22. Januar 1558    | 24. Januar 1559         | Edward Waldgrave                                                     |                                                                                                 |
| 24. Januar 1559    | 2. April 1568           | Ambrose Cave                                                         | Er starb während der Amtszeit.                                                                  |
| 16. Mai 1568       | 30. Mai 1587            | Ralph Sadler                                                         | Er starb während der Amtszeit.                                                                  |
| 15. Juni 1587      | 6. April 1590           | Francis Walsingham                                                   | Er starb während der Amtszeit.                                                                  |
| Juni 1590          | 17. Oktober 1595        | Thomas Heneage                                                       | Er starb während der Amtszeit.                                                                  |
| 23. Oktober 1595   | 7. Oktober 1597         | vakant                                                               |                                                                                                 |
| 7. Oktober 1597    | 18. Juni 1599           | Robert Cecil                                                         |                                                                                                 |
| 18. Juni 1599      | 24. September 1601      | vakant                                                               |                                                                                                 |
| 24. September 1601 | 8. Oktober 1601         | John Fortescue                                                       |                                                                                                 |
| 8. Oktober 1601    | 4. November 1601        | vakant                                                               |                                                                                                 |
| 4. November 1601   | 23. Dezember 1607       | John Fortescue                                                       | Er starb während seiner 2. Amtszeit.                                                            |
| 23. Dezember 1607  | 31. Mai 1616            | Thomas Parry                                                         | Er starb während der Amtszeit.                                                                  |
| 5. Juni 1616       | Januar 1618             | John Dacombe                                                         |                                                                                                 |
| 3. Februar 1618    | 23. März 1618           | vakant                                                               |                                                                                                 |
| 23. März 1618      | 16. April 1629          | Humphrey May                                                         |                                                                                                 |
| 16. April 1629     | Dezember 1644           | Edward Barrett, 1. Lord Barrett of Newburgh                          | Er starb während der Amtszeit.                                                                  |
| 10. Dezember 1644  | 10. Februar 1645        | Francis, Lord Seymour                                                |                                                                                                 |
| 10. Februar 1645   | 17. März 1648           | William Grey und William Lenthall                                    |                                                                                                 |
| 17. März 1648      | 28. Juli 1649           | Gilbert Gerrard                                                      |                                                                                                 |
| 28. Juli 1649      | 17. September 1653      | John Bradshaw                                                        |                                                                                                 |
| 17. September 1653 | 28. Februar 1654        | John Bradshaw und Thomas Fell                                        |                                                                                                 |
| 28. Februar 1654   | 5. Dezember 1658        | Thomas Fell                                                          |                                                                                                 |
| 5. Dezember 1658   | 27. Februar 1660        | John Bradshaw                                                        | 2. alleinige Amtszeit                                                                           |
| 27. Februar 1660   | 14. März 1660           | William Lenthall                                                     |                                                                                                 |
| 14. März 1660      | 9. Juli 1660            | Gilbert Gerrard                                                      | 2. Amtszeit                                                                                     |
| 9. Juli 1660       | 12. Juli 1664           | Francis Seymour, 1. Baron Seymour of Trowbridge                      | Er starb während der Amtszeit.                                                                  |
| 21. Juli 1664      | 13. Februar 1672        | Thomas Ingram                                                        | Er starb während der Amtszeit.                                                                  |
| 22. Februar 1672   | 14. November 1682       | Robert Carr, 3. Baronet                                              | Er starb während der Amtszeit.                                                                  |
| 14. November 1682  | 15. März 1687           | Thomas Chicheley                                                     |                                                                                                 |
| 15. März 1687      | 25. Mai 1687            | vakant                                                               |                                                                                                 |
| 25. Mai 1687       | 21. März 1689           | Robert Phelips                                                       |                                                                                                 |
| 21. März 1689      | 4. Mai 1697             | Robert Bertie, Baron Willoughby de Eresby                            |                                                                                                 |
| 4. Mai 1697        | 12. Mai 1702            | Thomas Grey, 2. Earl of Stamford                                     |                                                                                                 |
| 12. Mai 1702       | 1. Juni 1706            | Sir John Leveson-Gower, Bt.                                          |                                                                                                 |
| 1. Juni 1706       | 21. September 1710      | James Stanley, 10. Earl of Derby                                     |                                                                                                 |
| 21. September 1710 | 4. November 1714        | William Berkeley, 4. Baron Berkeley of Stratton                      |                                                                                                 |
| 4. November 1714   | 12. März 1716           | Heneage Finch                                                        | Er wurde 1714 zum 1. Earl of Aylesford ernannt.                                                 |
| 12. März 1716      | 19. Juni 1717           | Richard Lumley, 1. Earl of Scarborough                               |                                                                                                 |
| 19. Juni 1717      | 18. Juni 1727           | Nicholas Lechmere, 1. Baron Lechmere                                 | Er starb während der Amtszeit.                                                                  |
| 24. Juli 1727      | 17. Mai 1736            | John Manners, 3. Duke of Rutland                                     |                                                                                                 |
| 17. Mai 1736       | 22. Dezember 1743       | George Cholmondeley, 3. Earl of Cholmondeley                         |                                                                                                 |
| 22. Dezember 1743  | 24. Januar 1758         | Richard Edgcumbe, 1. Baron Edgcumbe                                  |                                                                                                 |
| 24. Januar 1758    | 13. Dezember 1762       | Thomas Hay, 9. Earl of Kinnoull                                      |                                                                                                 |
| 13. Dezember 1762  | 1. Juni 1771            | James Smith-Stanley                                                  | Er starb während der Amtszeit.                                                                  |
| 14. Juni 1771      | 17. April 1782          | Thomas Villiers                                                      | Er wurde 1776 zum 1. Earl of Clarendon ernannt.                                                 |
| 17. April 1782     | 29. August 1783         | John Dunning, 1. Baron Ashburton                                     |                                                                                                 |
| 29. August 1783    | 31. Dezember 1783       | Edward Smith-Stanley, 12. Earl of Derby                              |                                                                                                 |
| 31. Dezember 1783  | 6. September 1786       | Thomas Villiers, 1. Earl of Clarendon                                | 2. Amtszeit                                                                                     |
| 6. September 1786  | 11. November 1803       | Charles Jenkinson, 1. Earl of Liverpool                              |                                                                                                 |
| 11. November 1803  | 6. Juni 1804            | Thomas Pelham                                                        |                                                                                                 |
| 6. Juni 1804       | 14. Januar 1805         | Henry Phipps                                                         |                                                                                                 |
| 14. Januar 1805    | 10. Juli 1805           | Robert Hobart, 4. Earl of Buckinghamshire                            |                                                                                                 |
| 10. Juli 1805      | 12. Februar 1806        | Dudley Ryder                                                         |                                                                                                 |
| 12. Februar 1806   | 30. März 1807           | Edward Smith-Stanley, 12. Earl of Derby                              | 2. Amtszeit                                                                                     |
| 30. März 1807      | 23. Juni 1812           | Spencer Perceval                                                     |                                                                                                 |
| 23. Juni 1812      | 23. August 1812         | Robert Hobart, 4. Earl of Buckinghamshire                            | 2. Amtszeit                                                                                     |
| 23. August 1812    | 13. Februar 1823        | Charles Bathurst                                                     |                                                                                                 |
| 13. Februar 1823   | 26. Januar 1828         | Nicholas Vansittart, 1. Baron Bexley                                 |                                                                                                 |
| 26. Januar 1828    | 2. Juni 1828            | George Hamilton-Gordon, 4. Earl of Aberdeen                          |                                                                                                 |
| 2. Juni 1828       | 25. November 1830       | Charles Arbuthnot                                                    |                                                                                                 |
| 25. November 1830  | 20. Dezember 1830       | Henry Vassall-Fox, 3. Baron Holland                                  |                                                                                                 |
| 20. Dezember 1830  | 26. Dezember 1834       | Thomas Hamilton, 9. Earl of Haddington                               |                                                                                                 |
| 26. Dezember 1834  | 23. April 1835          | Charles Williams Wynn                                                |                                                                                                 |
| 23. April 1835     | 31. Oktober 1840        | Henry Vassall-Fox, 3. Baron Holland                                  | 2. Amtszeit                                                                                     |
| 31. Oktober 1840   | 23. Juni 1841           | George Villiers, 4. Earl of Clarendon                                |                                                                                                 |
| 23. Juni 1841      | 3. September 1841       | George Grey                                                          |                                                                                                 |
| 3. September 1841  | 6. Juli 1846            | Charles Henry Somerset, Lord Grenville                               |                                                                                                 |
| 6. Juli 1846       | 6. März 1850            | John Campbell, 1. Baron Campbell                                     |                                                                                                 |
| 6. März 1850       | 1. März 1852            | George Howard, 7. Earl of Carlisle                                   |                                                                                                 |
| 1. März 1852       | 30. Dezember 1852       | Robert Nisbet-Hamilton                                               |                                                                                                 |
| 30. Dezember 1852  | 21. Juni 1854           | Edward Strutt, 1. Baron Belper                                       |                                                                                                 |
| 21. Juni 1854      | 31. März 1855           | Granville George Leveson-Gower, 2. Earl Granville                    |                                                                                                 |
| 31. März 1855      | 7. Dezember 1855        | Dudley Ryder, 2. Earl of Harrowby                                    |                                                                                                 |
| 7. Dezember 1855   | 26. Februar 1858        | Matthew Talbot Baines                                                |                                                                                                 |
| 26. Februar 1858   | 22. Juni 1859           | James Graham, 4. Duke of Montrose                                    |                                                                                                 |
| 22. Juni 1859      | 25. Juli 1861           | George Grey                                                          | 2. Amtszeit                                                                                     |
| 25. Juli 1861      | 7. April 1864           | Edward Cardwell, 1. Viscount Cardwell                                |                                                                                                 |
| 7. April 1864      | 26. Januar 1866         | George Villiers, 4. Earl of Clarendon                                | 2. Amtszeit                                                                                     |
| 26. Januar 1866    | 10. Juli 1866           | George Goschen                                                       |                                                                                                 |
| 10. Juli 1866      | 26. Juni 1867           | William Courtenay, 11. Earl of Devon                                 |                                                                                                 |
| 26. Juni 1867      | 7. November 1868        | John Wilson-Patten                                                   |                                                                                                 |
| 7. November 1868   | 12. Dezember 1868       | Thomas Edward Taylor                                                 |                                                                                                 |
| 12. Dezember 1868  | 9. August 1872          | Frederick Hamilton-Temple-Blackwood, 1. Marquess of Dufferin and Ava |                                                                                                 |
| 9. August 1872     | 30. September 1873      | Hugh Childers                                                        |                                                                                                 |
| 30. September 1873 | 2. März 1874            | John Bright                                                          |                                                                                                 |
| 2. März 1874       | 29. April 1880          | Thomas Edward Taylor                                                 | 2. Amtszeit                                                                                     |
| 29. April 1880     | 25. Juli 1882           | John Bright                                                          | 2. Amtszeit                                                                                     |
| 25. Juli 1882      | 28. Dezember 1882       | John Wodehouse, 1. Earl of Kimberley                                 |                                                                                                 |
| 28. Dezember 1882  | 29. Oktober 1884        | John George Dodson                                                   |                                                                                                 |
| 29. Oktober 1884   | 24. Juli 1885           | George Trevelyan, 2. Baronet                                         |                                                                                                 |
| 24. Juli 1885      | 6. Februar 1886         | Henry Chaplin                                                        |                                                                                                 |
| 6. Februar 1886    | 16. April 1886          | Edward Heneage, 1. Baron Heneage                                     |                                                                                                 |
| 16. April 1886     | 3. August 1886          | Ughtred Kay-Shuttleworth, 2. Baronet                                 |                                                                                                 |
| 3. August 1886     | 16. August 1886         | Gathorne Gathorne-Hardy, 1. Earl of Cranbrook                        |                                                                                                 |
| 16. August 1886    | 18. August 1892         | John Manners, 7. Duke of Rutland                                     |                                                                                                 |
| 18. August 1892    | 28. Mai 1894            | James Bryce, 1. Viscount Bryce                                       |                                                                                                 |
| 28. Mai 1894       | 29. Juni 1895           | Edward Marjoribanks, 2. Baron Tweedmouth                             |                                                                                                 |
| 29. Juni 1895      | 4. Juli 1895            | Richard Cross                                                        |                                                                                                 |
| 4. Juli 1895       | 11. August 1902         | Henry James, 1. Baron James of Hereford                              |                                                                                                 |
| 11. August 1902    | 11. Dezember 1905       | William Walrond, 1. Baron Waleran                                    |                                                                                                 |
| 11. Dezember 1905  | 19. Oktober 1908        | Henry Fowler                                                         |                                                                                                 |
| 19. Oktober 1908   | 28. Juni 1909           | Edmond Fitzmaurice                                                   |                                                                                                 |
| 28. Juni 1909      | 19. Februar 1910        | Herbert Samuel, 1. Viscount Samuel                                   |                                                                                                 |
| 19. Februar 1910   | 24. Oktober 1911        | Jack Pease                                                           |                                                                                                 |
| 24. Oktober 1911   | 12. Februar 1914        | Charles Hobhouse                                                     |                                                                                                 |
| 12. Februar 1914   | 10. Februar 1915        | Charles Masterman                                                    |                                                                                                 |
| 10. Februar 1915   | 27. Mai 1915            | Edwin Samuel Montagu                                                 |                                                                                                 |
| 27. Mai 1915       | 30. November 1915       | Winston Churchill                                                    |                                                                                                 |
| 30. November 1915  | 12. Januar 1916         | Herbert Samuel, 1. Viscount Samuel                                   | 2. Amtszeit                                                                                     |
| 12. Januar 1916    | 12. Juli 1916           | Edwin Samuel Montagu                                                 | 2. Amtszeit                                                                                     |
| 12. Juli 1916      | 13. Dezember 1916       | McKinnon Wood                                                        |                                                                                                 |
| 13. Dezember 1916  | 4. März 1918            | Frederick Cawley, 1. Baron Cawley                                    |                                                                                                 |
| 4. März 1918       | 8. November 1918        | Max Aitken, 1. Baron Beaverbrook                                     |                                                                                                 |
| 8. November 1918   | 10. Februar 1919        | William Hayes Fisher, 1. Baron Downham                               |                                                                                                 |
| 10. Februar 1919   | 5. April 1921           | David Lindsay, 27. Earl of Crawford                                  |                                                                                                 |
| 5. April 1921      | 5. Mai 1922             | William Peel, 2. Viscount Peel                                       |                                                                                                 |
| 5. Mai 1922        | 26. Oktober 1922        | William Sutherland                                                   |                                                                                                 |
| 26. Oktober 1922   | 28. Mai 1923            | James Gascoyne-Cecil, 4. Marquess of Salisbury                       |                                                                                                 |
| 28. Mai 1923       | 23. Januar 1924         | J. C. C. Davidson                                                    |                                                                                                 |
| 23. Januar 1924    | 19. November 1924       | Josiah Wedgwood                                                      |                                                                                                 |
| 19. November 1924  | 3. November 1927        | Robert Cecil, 1. Viscount Cecil of Chelwood                          |                                                                                                 |
| 3. November 1927   | 8. Juni 1929            | Ronald McNeill, 1. Baron Cushendun                                   |                                                                                                 |
| 8. Juni 1929       | 24. Mai 1930            | Oswald Mosley                                                        |                                                                                                 |
| 24. Mai 1930       | 20. März 1931           | Clement Attlee                                                       |                                                                                                 |
| 20. März 1931      | 26. August 1931         | Arthur Ponsonby, 1. Baron Ponsonby of Shulbrede                      |                                                                                                 |
| 26. August 1931    | 12. November 1931       | Philip Kerr, 11. Marquess of Lothian                                 |                                                                                                 |
| 12. November 1931  | 28. Mai 1937            | J. C. C. Davidson                                                    | 2. Amtszeit                                                                                     |
| 28. Mai 1937       | 2. Februar 1939         | Edward Turnour, 6. Earl Winterton                                    |                                                                                                 |
| 2. Februar 1939    | 5. April 1940           | William Morrison, 1. Viscount Dunrossil                              |                                                                                                 |
| 5. April 1940      | 15. Mai 1940            | George Tryon, 1. Baron Tryon                                         |                                                                                                 |
| 15. Mai 1940       | 22. Juli 1941           | Maurice Hankey, 1. Baron Hankey                                      |                                                                                                 |
| 22. Juli 1941      | 17. November 1943       | Alfred Duff Cooper, 1. Viscount Norwich                              |                                                                                                 |
| 17. November 1943  | 28. Mai 1945            | Ernest Brown                                                         |                                                                                                 |
| 28. Mai 1945       | 14. August 1945         | Arthur Salter, 1. Baron Salter                                       |                                                                                                 |
| 14. August 1945    | 23. April 1947          | John Burns Hynd                                                      |                                                                                                 |
| 23. April 1947     | 22. Juni 1948           | Frank Pakenham, 7. Earl of Longford                                  |                                                                                                 |
| 22. Juni 1948      | 16. März 1950           | Hugh Dalton                                                          |                                                                                                 |
| 16. März 1950      | 31. Oktober 1951        | Albert Alexander                                                     |                                                                                                 |
| 31. Oktober 1951   | 15. Dezember 1952       | Philip Cunliffe-Lister, 1. Earl of Swinton                           |                                                                                                 |
| 15. Dezember 1952  | 22. Dezember 1955       | Frederick Marquis, 1. Earl of Woolton                                |                                                                                                 |
| 22. Dezember 1955  | 14. Januar 1957         | George Douglas-Hamilton, 10. Earl of Selkirk                         |                                                                                                 |
| 14. Januar 1957    | 9. Oktober 1961         | Charles Hill, Baron Hill of Luton                                    |                                                                                                 |
| 9. Oktober 1961    | 20. Oktober 1963        | Iain Macleod                                                         |                                                                                                 |
| 20. Oktober 1963   | 18. Oktober 1964        | John Hare, 1. Viscount Blakenham                                     |                                                                                                 |
| 18. Oktober 1964   | 6. April 1966           | Douglas Houghton, Baron Houghton of Sowerby                          |                                                                                                 |
| 6. April 1966      | 7. Januar 1967          | George Thomson                                                       |                                                                                                 |
| 7. Januar 1967     | 6. Oktober 1969         | Frederick Lee                                                        |                                                                                                 |
| 6. Oktober 1969    | 20. Juni 1970           | George Thomson                                                       | 2. Amtszeit                                                                                     |
| 20. Juni 1970      | 25. Juli 1970           | Anthony Barber, Baron Barber                                         |                                                                                                 |
| 25. Juli 1970      | 5. November 1972        | Geoffrey Rippon                                                      |                                                                                                 |
| 5. November 1972   | 5. März 1974            | John Davies                                                          |                                                                                                 |
| 5. März 1974       | 4. Mai 1979             | Harold Lever, Baron Lever of Manchester                              |                                                                                                 |
| 4. Mai 1979        | 5. Januar 1981          | Norman St John-Stevas, Baron St John of Fawsley                      |                                                                                                 |
| 5. Januar 1981     | 14. September 1981      | Francis Pym                                                          |                                                                                                 |
| 14. September 1981 | 7. April 1982           | Janet Young, Baroness Young                                          |                                                                                                 |
| 7. April 1982      | 11. Juni 1983           | Cecil Parkinson                                                      |                                                                                                 |
| 11. Juni 1983      | 11. September 1984      | Arthur Cockfield                                                     |                                                                                                 |
| 11. September 1984 | 2. September 1985       | Grey Ruthven, 2. Earl of Gowrie                                      |                                                                                                 |
| 2. September 1985  | 13. Juni 1987           | Norman Tebbit                                                        |                                                                                                 |
| 13. Juni 1987      | 25. Juli 1988           | Kenneth Clarke                                                       |                                                                                                 |
| 25. Juli 1988      | 24. Juli 1989           | Tony Newton                                                          |                                                                                                 |
| 24. Juli 1989      | 28. November 1990       | Kenneth Baker, Baron Baker of Dorking                                |                                                                                                 |
| 28. November 1990  | 10. April 1992          | Chris Patten                                                         |                                                                                                 |
| 10. April 1992     | 20. Juli 1994           | William Waldegrave                                                   |                                                                                                 |
| 20. Juli 1994      | 26. Juni 1995           | David Hunt                                                           |                                                                                                 |
| 26. Juni 1995      | 2. Mai 1997             | Roger Freeman, Baron Freeman                                         |                                                                                                 |
| 2. Mai 1997        | 27. Juli 1998           | David Clark, Baron Clark of Windermere                               |                                                                                                 |
| 27. Juli 1998      | 11. Oktober 1999        | Jack Cunningham                                                      |                                                                                                 |
| 11. Oktober 1999   | 7. Juni 2001            | Mo Mowlam                                                            |                                                                                                 |
| 7. Juni 2001       | 13. Juni 2003           | Gus Macdonald, Baron Macdonald of Tradeston                          |                                                                                                 |
| 13. Juni 2003      | 8. September 2004       | Douglas Alexander                                                    |                                                                                                 |
| 8. September 2004  | 6. Mai 2005             | Alan Milburn                                                         |                                                                                                 |
| 6. Mai 2005        | 2. November 2005        | John Hutton, Baron Hutton of Furness                                 |                                                                                                 |
| 2. November 2005   | 5. Mai 2006             | vakant                                                               |                                                                                                 |
| 5. Mai 2006        | 27. Juni 2007           | Hilary Armstrong, Baroness Armstrong of Hill Top                     |                                                                                                 |
| 27. Juni 2007      | 3. Oktober 2008         | Ed Miliband                                                          |                                                                                                 |
| 3. Oktober 2008    | 5. Juni 2009            | Liam Byrne                                                           |                                                                                                 |
| 5. Juni 2009       | 11. Mai 2010            | Janet Royall                                                         |                                                                                                 |
| 11. Mai 2010       | 7. Januar 2013          | Thomas Galbraith, 2. Baron Strathclyde                               |                                                                                                 |
| 7. Januar 2013     | 14. Juli 2014           | Jonathan Hill, Baron Hill of Oareford                                |                                                                                                 |
| 14. Juli 2014      | 14. Juli 2016           | Oliver Letwin                                                        |                                                                                                 |
| 14. Juli 2016      | 8. Januar 2018          | Patrick McLoughlin                                                   |                                                                                                 |
| 8. Januar 2018     | 24. Juli 2019           | David Lidington                                                      |                                                                                                 |
| 24. Juli 2019      | 15. September 2021      | Michael Gove                                                         |                                                                                                 |
| 15. September 2021 | 7. Juli 2022            | Stephen Barclay                                                      |                                                                                                 |
| 7. Juli 2022       | 6. September 2022       | Kit Malthouse                                                        |                                                                                                 |
| 6. September 2022  | 25. Oktober 2022        | Nadhim Zahawi                                                        |                                                                                                 |
| 25. Oktober 2022   | 5. Juli 2024            | Oliver Dowden                                                        |                                                                                                 |
| 5. Juli 2024       | amtierend               | Pat McFadden                                                         |                                                                                                 |
| von                | bis                     | Name                                                                 | Bemerkung                                                                                       |